# 瓦伦蒂娜·赞亚娃
瓦倫蒂娜·贊亞娃（Valentina Zelyaeva；1982年10月11日—），俄罗斯知名模特儿。她是高級時裝品牌Ralph Lauren多年的代言人。
瓦倫蒂娜上過VOGUE、ELLE及Harper's Bazaar等雜誌封面，也有參與Christian Dior、Valentino、Gucci等著名時裝及奢侈品的時裝展。
她在2017年正式成為美國公民。

## 早年生活
贊亞娃在苏联烏蘭烏德出生，父亲是一名军人。她先后在圣彼特堡和莫斯科居住。18岁时，她參加模特儿经纪公司Elite Model Management的比赛。虽然贊亞娃并未進入決賽，但其中一个评判邀请她到日本东京发展模特儿事业。

## 模特儿事业
2003年，在东京工作已两年的贊亞娃搬到美国纽约。同年，她为美国名牌Ralph Lauren的時裝走秀担任开场模特儿。2005年，贊亞娃和Ralph Lauren簽下了十一年的代言合約。